# Splits

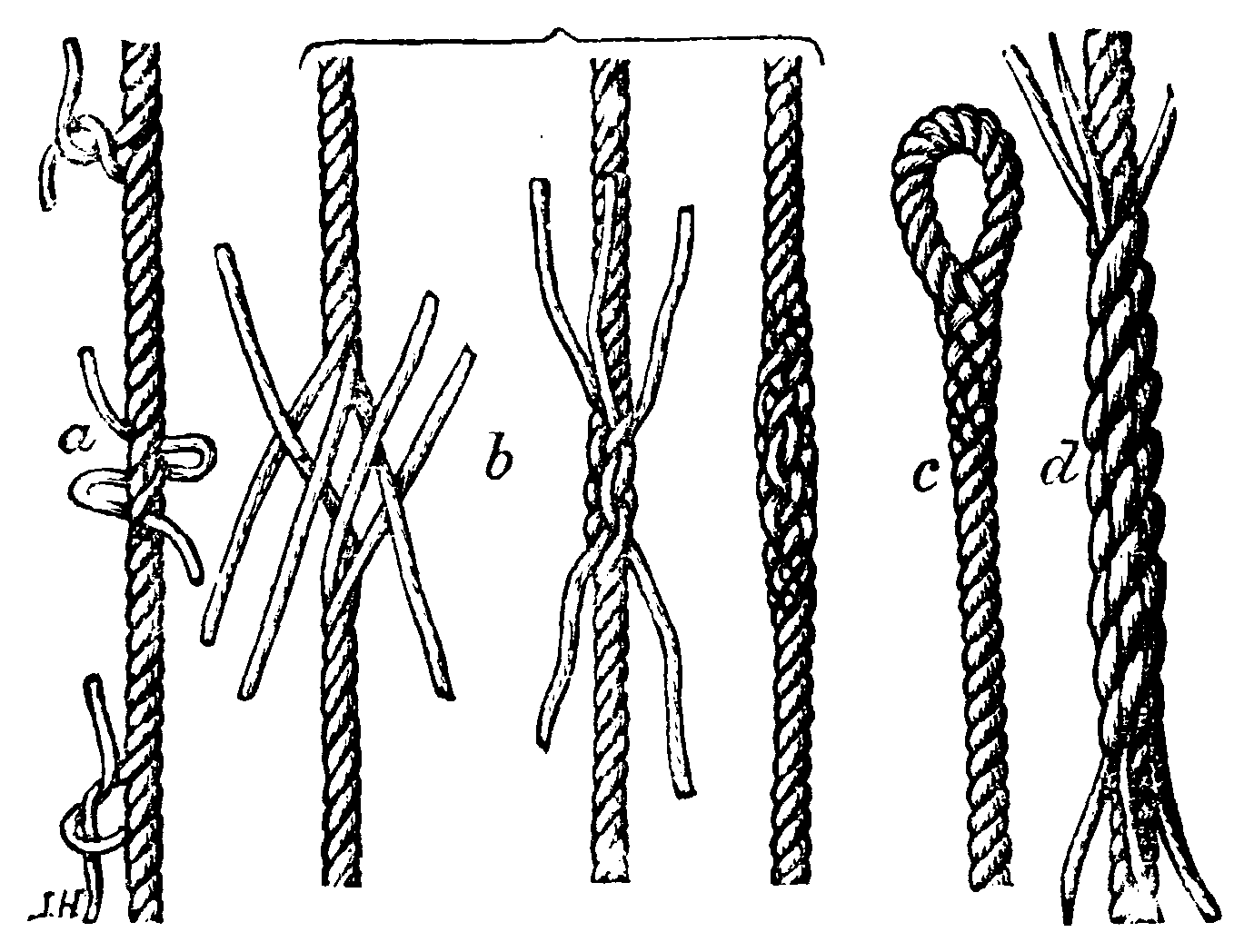
Splitsar
a. långsplits
b. läggning av kortsplits
c. ögonsplits
d. liksplits

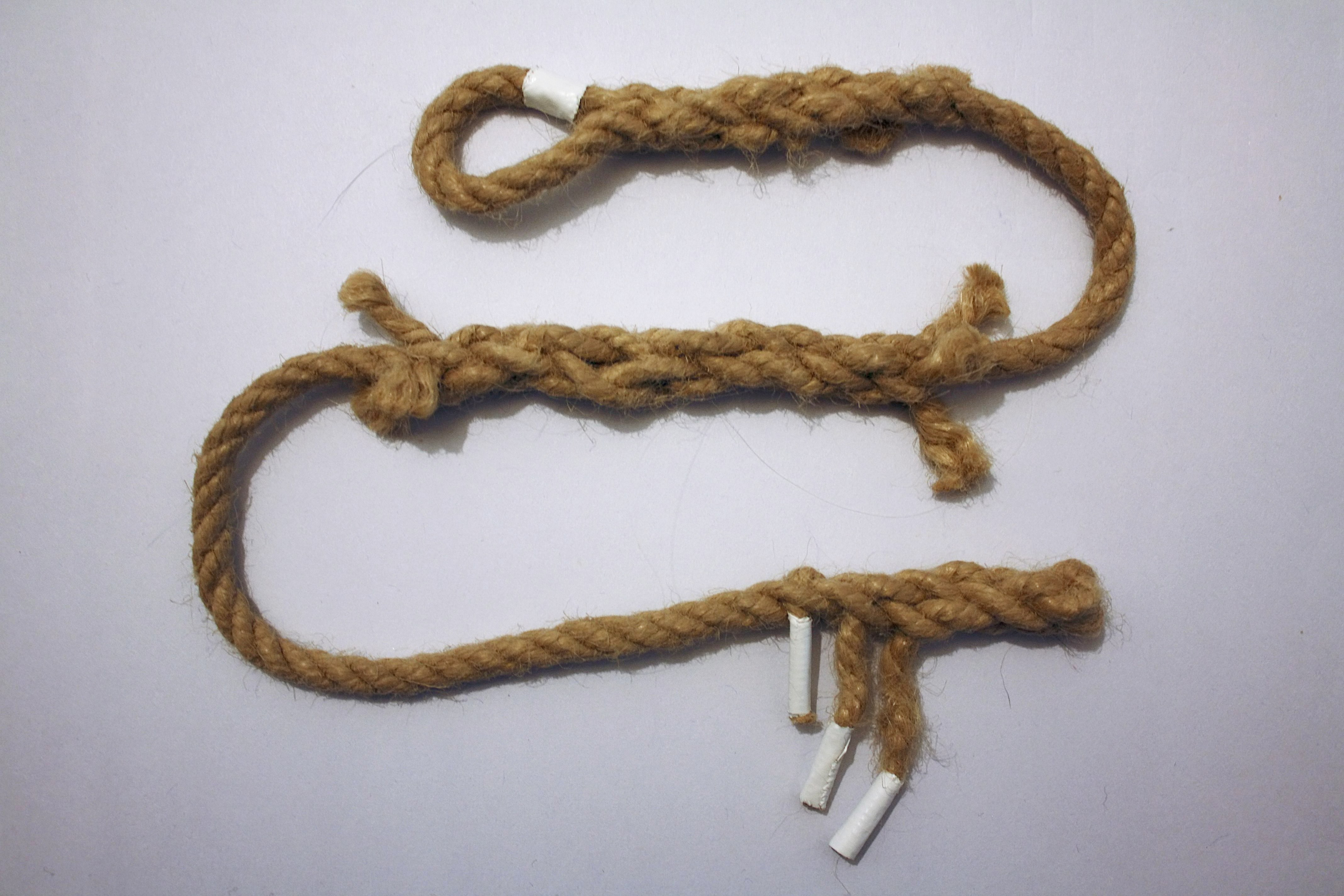
Ögonsplits (överst), kortsplits (mitten) och backsplits (underst).

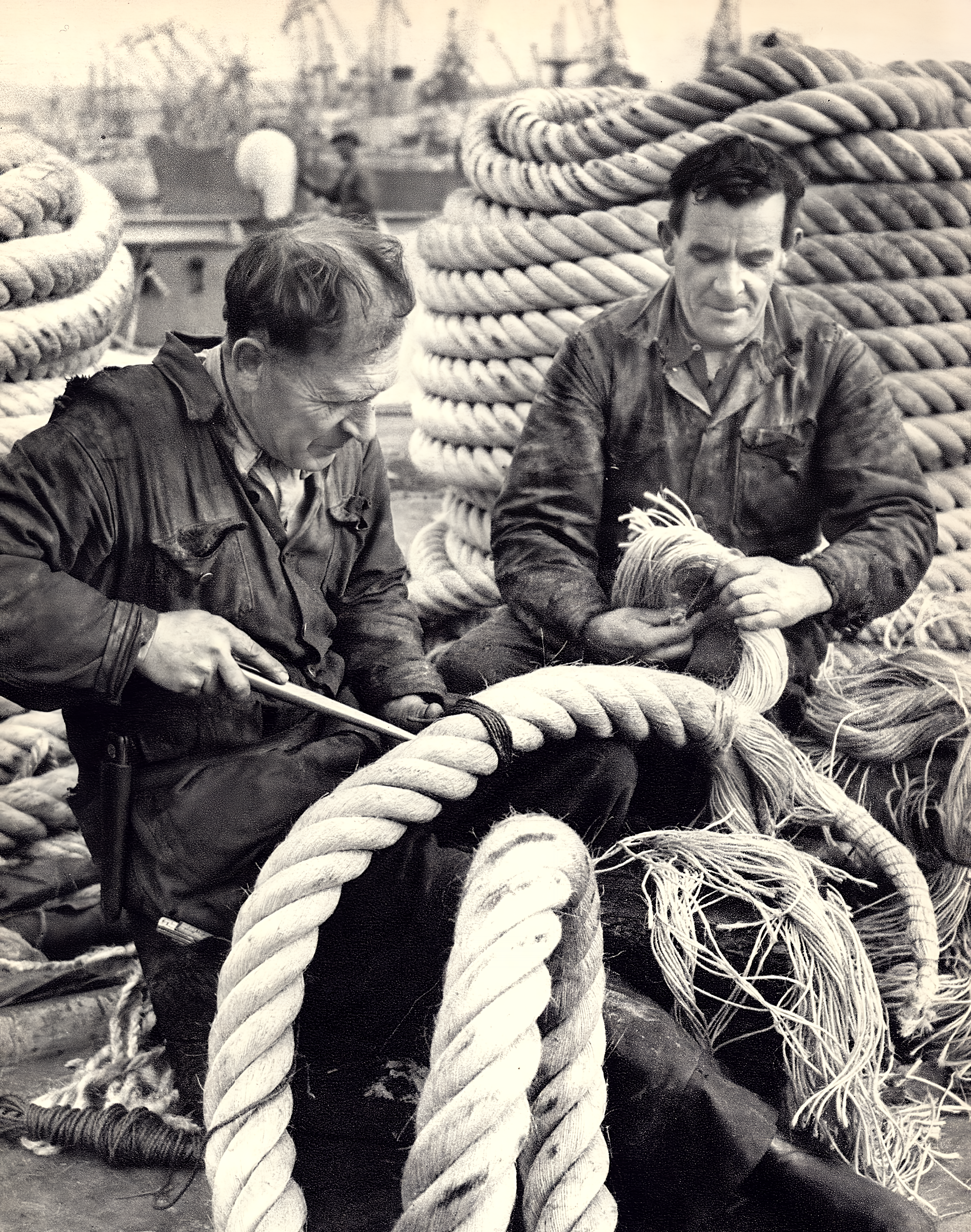
Arbetare på Götaverken splitsar tågvirke.

Splits är ett sätt att foga ihop rep (slaget tågvirke eller vajer) i varandra eller sig självt genom att kardelerna sticks in under varandra. Vissa splitsar går även att göra på flätade linor, men då på lite annat sätt. En splits är svårare och tar längre tid att göra än en knop, men är i gengäld hållbarare och smidigare. En knop försvagar linan betydligt, ibland så mycket som 50 %, medan en korrekt utförd splits minskar styrkan mycket mindre, också här med variation beroende på typ och utförande.

## Några olika typer av splitsar
- Kortsplits är det säkraste sättet att skarva en slagen Lina. Kortsplitsen blir tjockare än vad tågvirket är vilket gör den olämplig för löpande tåg som ska löpa genom ett block.[3][4]
- Långsplits används för att foga ihop två rep där resultatet inte får bli väsentligt tjockare än vad själva repet är. Detta åstadkoms genom att linornas slagning tas upp varpå den ena linans kardeler ersätts med den andras. Det görs så att de tre (eller fyra) platser där den en a linans kardeler möter den andras fördelas med jämna avstånd från varandra (se bild till höger). Därefter halveras de mötande kardelerna och knopas ihop ihop med en överhandsknop och ett instick görs, sedan  görs ytterligare tre till fem instick där vid varje nytt instick garn tas bort så att splitsen får en jämn uttunning.[5]
- Fallsplits används för att skarva flätad lina till vajer, något som är vanligt till fall för att kombinera vajerns styvhet och styrka med linans hanterbarhet. Viktigt är att först kärnan och sedan höljet splitsas ordentligt med vajern. Vajern måste också tunnas ut och kläs för att inte skava på linan.[6][7]
- Ögonsplits används för att avsluta ett rep med en "ögla" (öga). Ofta skos ögat med ett kaus för att minska risken för nötning.[8][9] Ögonsplits kan även göras på flätad lina, men då genom att höljet dras tillbaka, kärnan dras ut varefter höljet träs in i kärnan och höljet dras ut över den ögla som bildas.[10][11][12]
- Ringsplits används för att fästa ett rep i en ring som är tunnare än repet. Den är ett smidigare alternativ att skarva ett rep med en kätting än att använda ögonsplits med kaus och schackel.[13]
- Backsplits, används för att göra en repända tjockare, något som är viktigt för att kunna känna av när ett rep är på väg att ta slut. Backsplitsen används ibland i stället för tagling och kallas därför också för spansk tagling.[14]
- Segelmakarsplits, används av segelmakare när segel likas, d.v.s. när rep sys fast vid segels kanter. Det kanske vanligaste exemplet är en ögonsplits. Det finns ett par varianter, men gemensamt för dem är att man splitsar med slagningen, d.v.s. lindar kardelerna som ska splitsas in runt de kardeler som de splitsas in i.[15]